# Portillo's Restaurants
O Portillo's Restaurant Group, Inc. é uma rede americana de restaurantes fast casual com sede em Oak Brook, Illinois, especializada em servir comida ao estilo de Chicago, como cachorros-quentes, Maxwell Street Polish e carne italiana. A empresa foi fundada por Dick Portillo em 9 de abril de 1963, em Villa Park, Illinois, com o nome de "The Dog House".
Além das 46 unidades na Região Metropolitana de Chicago e no norte de Illinois, a rede também tem seis unidades na Região Metropolitana de Phoenix e na Metropolex de Dallas-Fort Worth; quatro unidades na região central de Illinois e na Região Metropolitana de Indianápolis; três unidades na Região Metropolitana de Minneapolis-St. Paul, na Região Metropolitana de Tampa e na Grande Orlando; duas unidades na Região Metropolitana de Milwaukee, na Região Metropolitana de Madison, na Região Metropolitana de Detroit e no sul da Califórnia; e uma unidade na Região Metropolitana de South Bend, Fort Wayne, Quad Cities e Tucson.